# Ornö (ort)
Ornö är en by på ön Ornö i Stockholms skärgård. Från 2015 avgränsar SCB här en småort, som inkluderar området söder om och runt Ornö kyrka. Där finns Ornö skola som har verksamhet upp till sjätte klass.